# Hanwha Finance Classic
De Hanwha Finance Classic (Koreaans: 한화금융 클래식) is een jaarlijks golftoernooi voor vrouwen in Zuid-Korea, dat deel uitmaakt van de LPGA of Korea Tour. Het werd opgericht in 1990 als het Seoul Women's Open Golf Championship (Koreaans: 서울여자오픈골프선수권대회) en vindt sindsdien telkens plaats op de Golden Bay Country Club in Taean.
Het toernooi wordt gespeeld in strokeplay-formule van vier ronden (72-holes). Echter, van 1990 tot 1997 werd het gespeeld in een 54-holes toernooi.

## Winnaressen
| Jaar                                 | Winnares                             | Score                                | Score                                | Info                                 |
| Seoul Women's Open Golf Championship | Seoul Women's Open Golf Championship | Seoul Women's Open Golf Championship | Seoul Women's Open Golf Championship | Seoul Women's Open Golf Championship |
| ------------------------------------ | ------------------------------------ | ------------------------------------ | ------------------------------------ | ------------------------------------ |
| 1990                                 | Wen-Lin Lee                          | 220                                  | +4                                   |                                      |
| 1991                                 | Dawn Coe                             | 217                                  | +1                                   |                                      |
| 1992                                 | Judy Dickinson                       | 221                                  | +5                                   |                                      |
| 1993                                 | Dina Ammaccapane                     | 208                                  | –8                                   |                                      |
| 1994                                 | Lee Soon-oh                          | 205                                  | –11                                  |                                      |
| 1995                                 | Pak Se-ri am                         | 214                                  | –2                                   |                                      |
| 1996                                 | Pak Se-ri                            | 210                                  | –6                                   |                                      |
| 1997                                 | Pak Se-ri                            | 207                                  | –9                                   |                                      |
| 1998-2010: Geen toernooi             |                                      |                                      |                                      |                                      |
| Hanwha Finance Classic               |                                      |                                      |                                      |                                      |
| 2011                                 | Choi Na-yeon                         | 287                                  | –1                                   | 72-holes evenement                   |
| 2012                                 | Ryu Yeon-so                          | 279                                  | –9                                   |                                      |
| 2013                                 | Kim Sei-young                        | 283                                  | –5                                   |                                      |
| 2014                                 | Kim Hyo-joo                          | 283                                  | –5                                   |                                      |

| Toernooirecord (54 holes) |  | Toernooirecord (72 holes) |  | po = winnares na play-off |  | am = amateur |

 Lotte Mart Women's Open ·
 Nexen Saint Nine Masters ·
 Edaily Ladies Open ·
 Woori Ladies Championship ·
 Doosan Match Play Championship ·
 E1 Charity Open ·
 Lotte Cantata Women's Open ·
 S-OIL Champions Invitational ·
 Korea Women's Open ·
 Kumho Tire Women's Open ·
 Jeju Samdasoo Masters ·
 Hanwha Finance Classic ·
 KyoChon Honey Ladies Open ·
 Nefs Masterpiece ·
 MBN Women's Open ·
 Charity High1 Resort Open ·
 YTN-Volvik Women's Open ·
 KLPGA Championship ·
 Daewoo Classic ·
 Pak Se-ri Invitational ·
 Hite Championship ·
 LPGA KEB-HanaBank Championship ·
 KB Star Championship ·
 Seoul Ladies Classic ·
 ADT CAPS Championship ·
 Chosun Ilbo Championship ·
 China Women's Open